# (10375) Michiokuga
(10375) Michiokuga – planetoida z pasa głównego asteroid okrążająca Słońce w ciągu 3 lat i 250 dni w średniej odległości 2,38 j.a. Została odkryta 21 kwietnia 1996 roku przez Akimasa Nakamurę. Przed nadaniem nazwy planetoida nosiła oznaczenie tymczasowe (10375) 1996 HM1.